# Liste von Söhnen und Töchtern der Stadt Lyon
Die folgende Liste enthält in Lyon geborene Persönlichkeiten, chronologisch aufgelistet nach dem Geburtsjahr. Die Liste erhebt keinen Anspruch auf Vollständigkeit.

## In Lyon geborene Persönlichkeiten

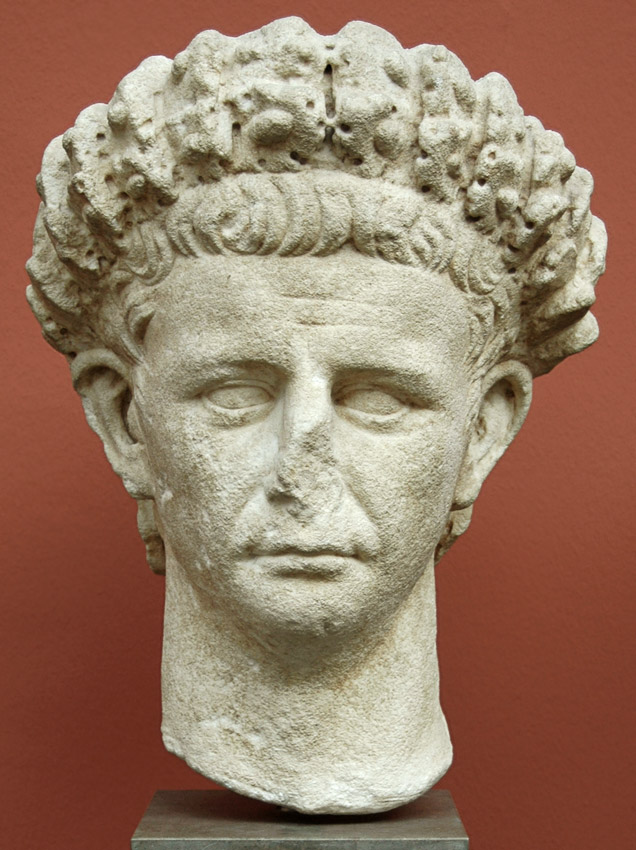
Claudius

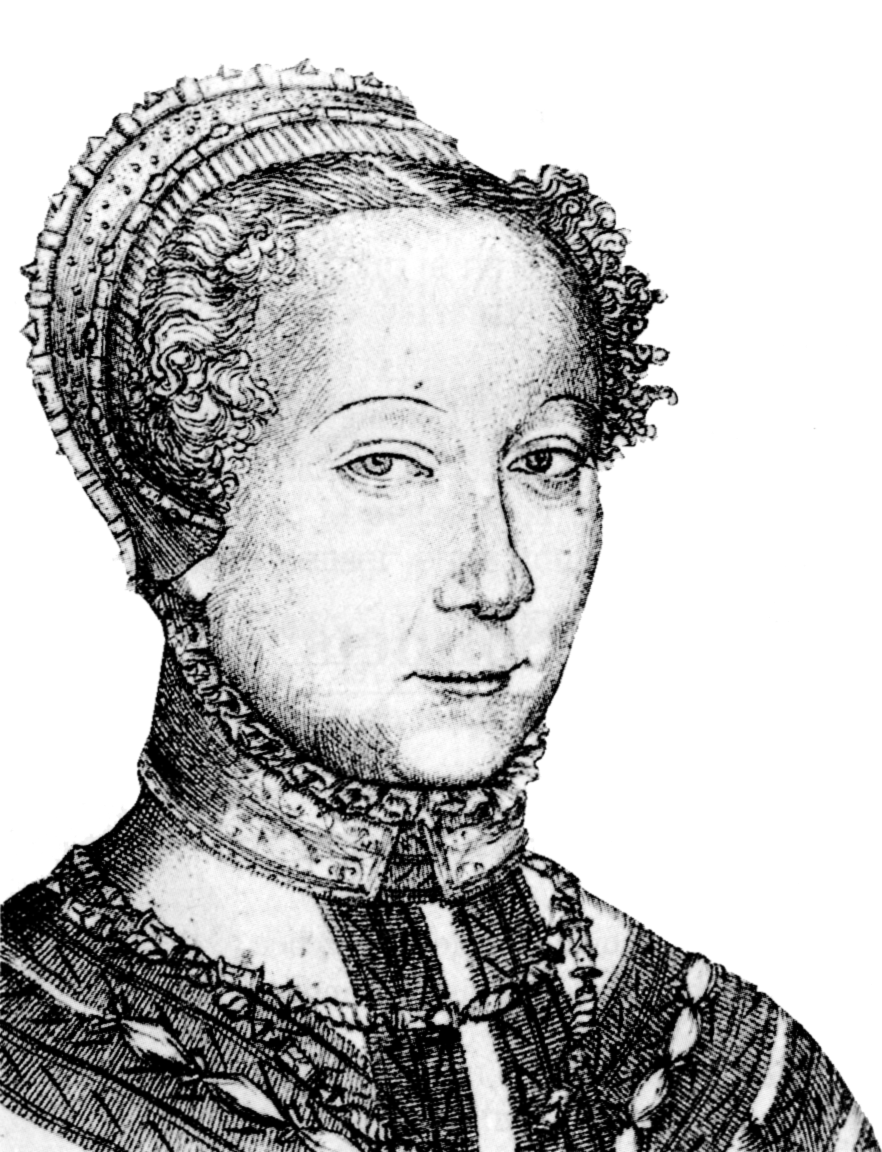
Louise Labé

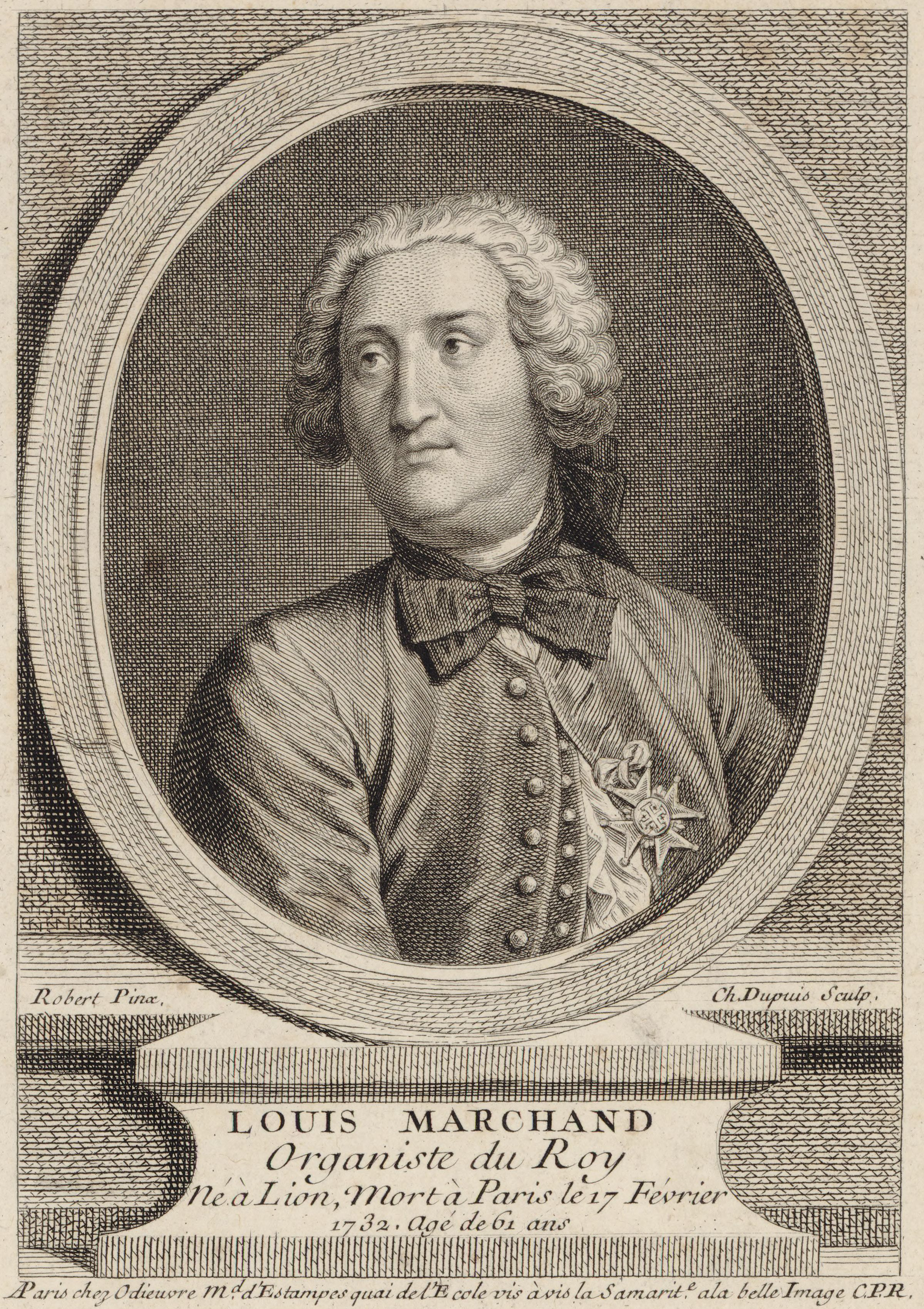
Louis Marchand

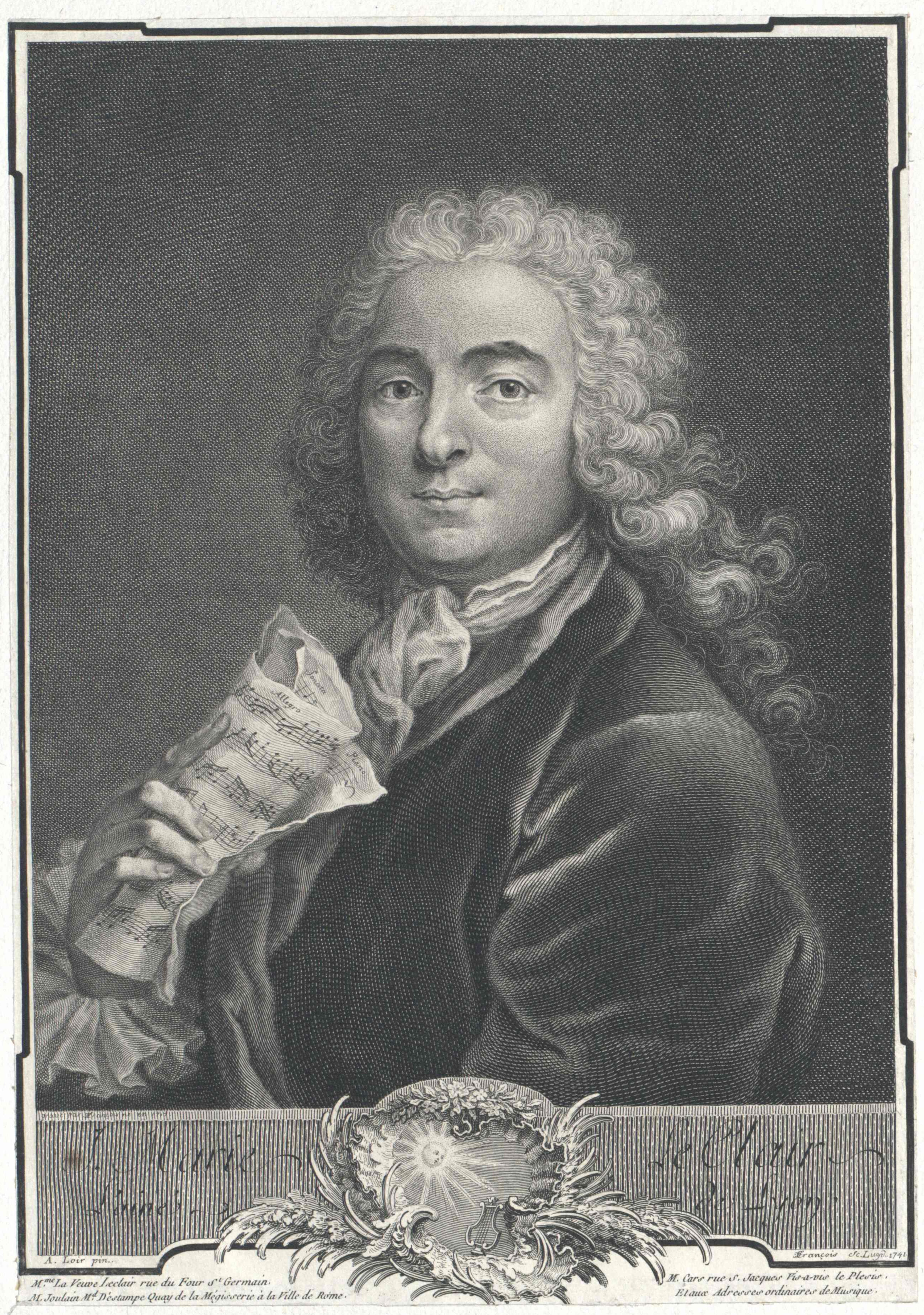
Jean-Marie Leclair

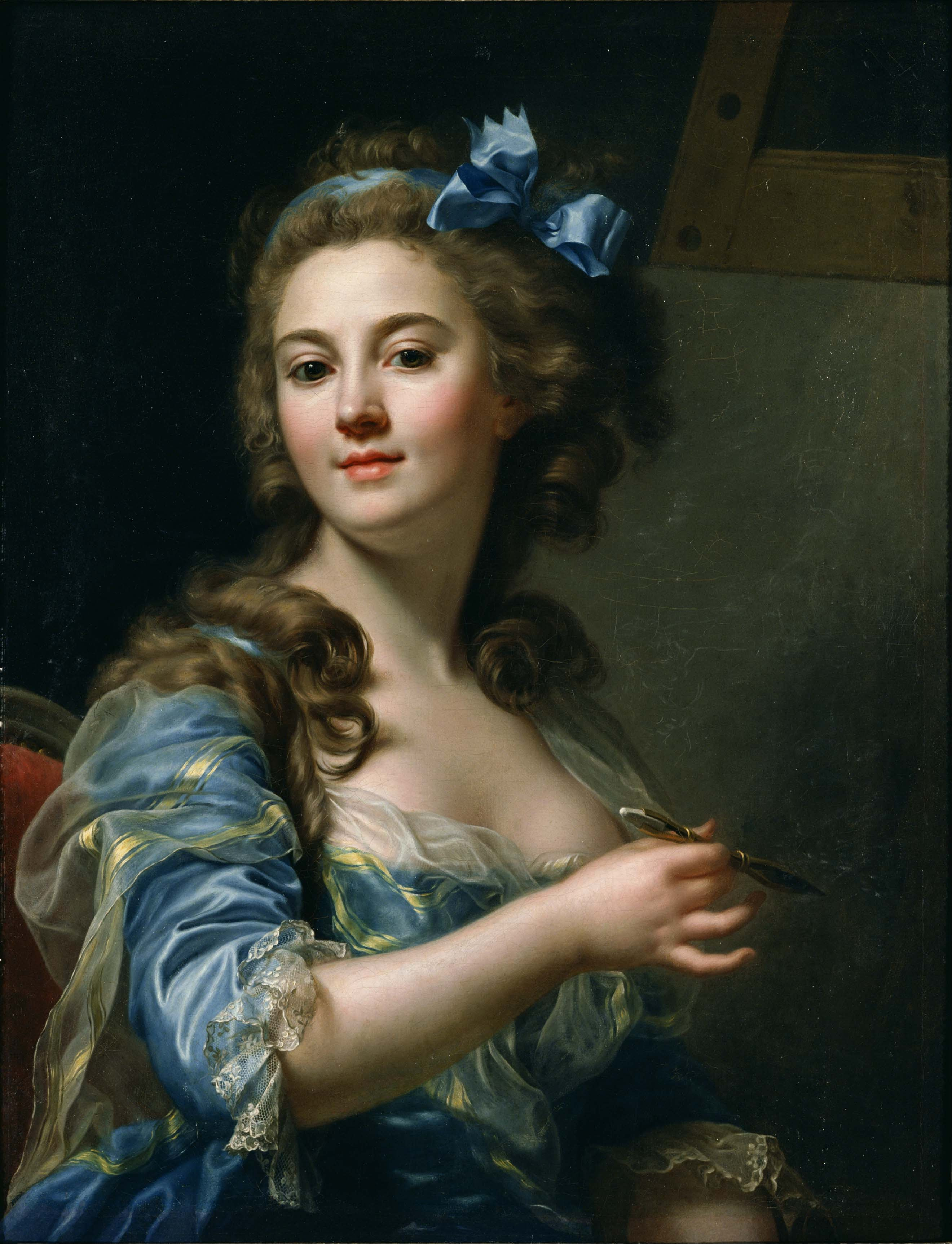
Marie Capet

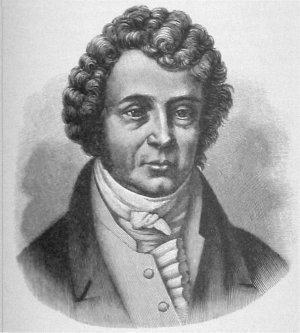
André-Marie Ampère

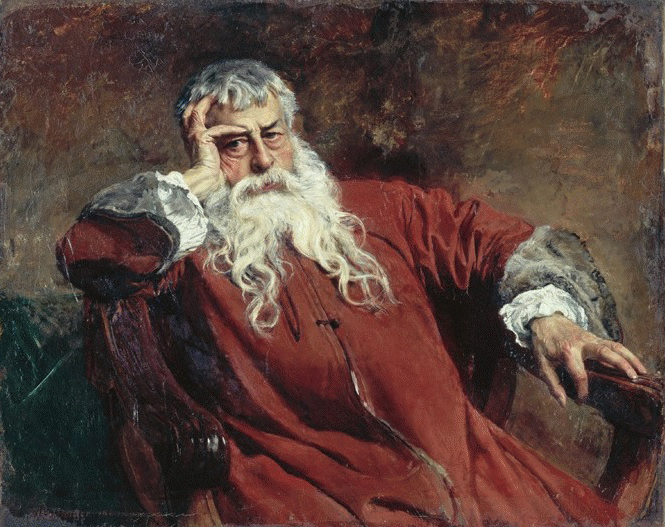
Ernest Meissonier

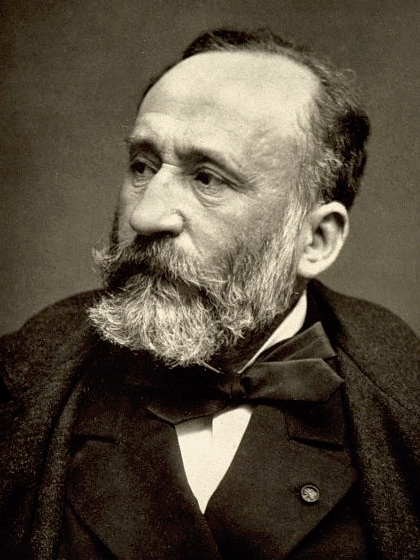
Pierre Puvis de Chavannes

Charles-Marie Widor

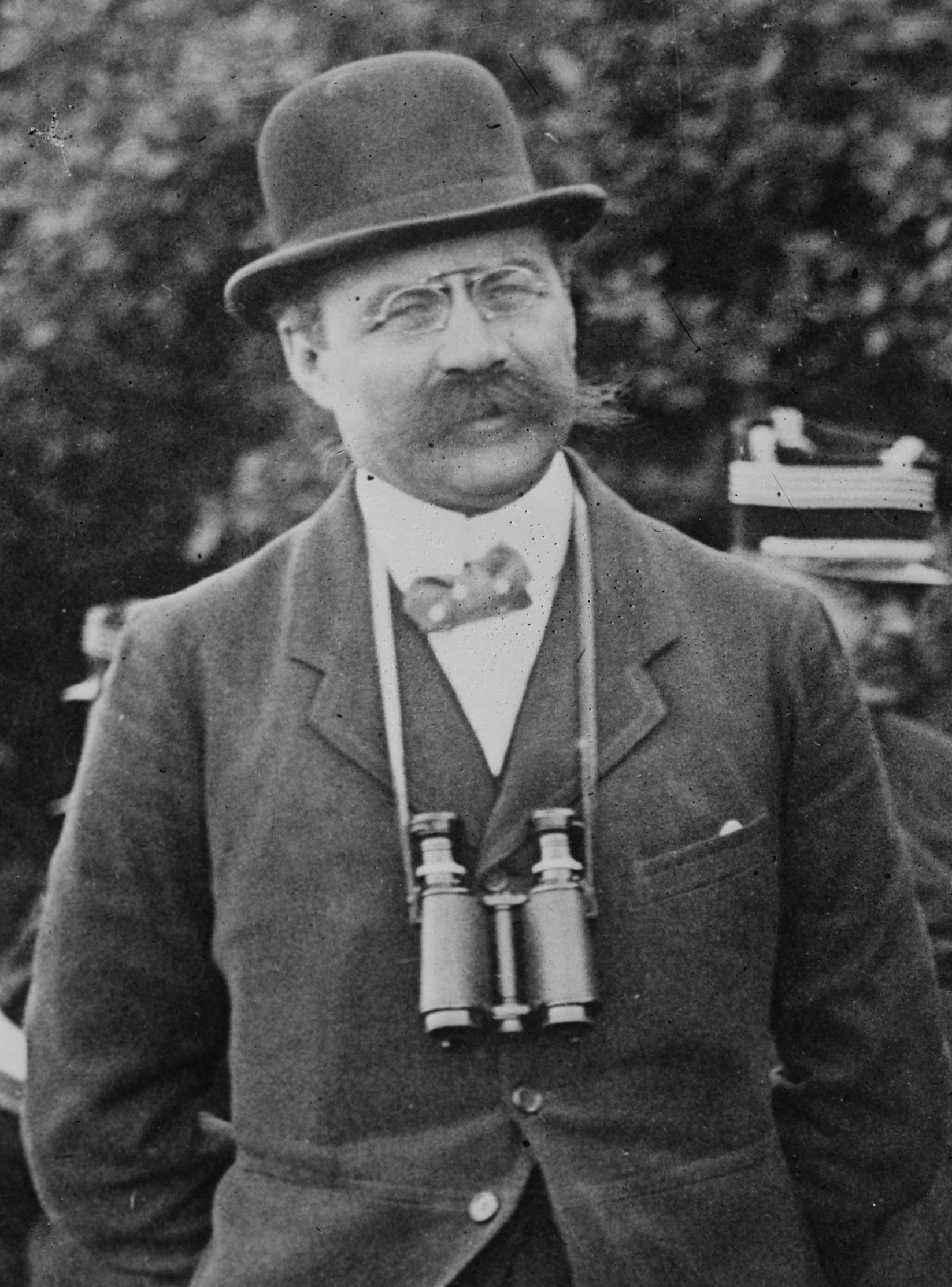
Adolphe Messimy

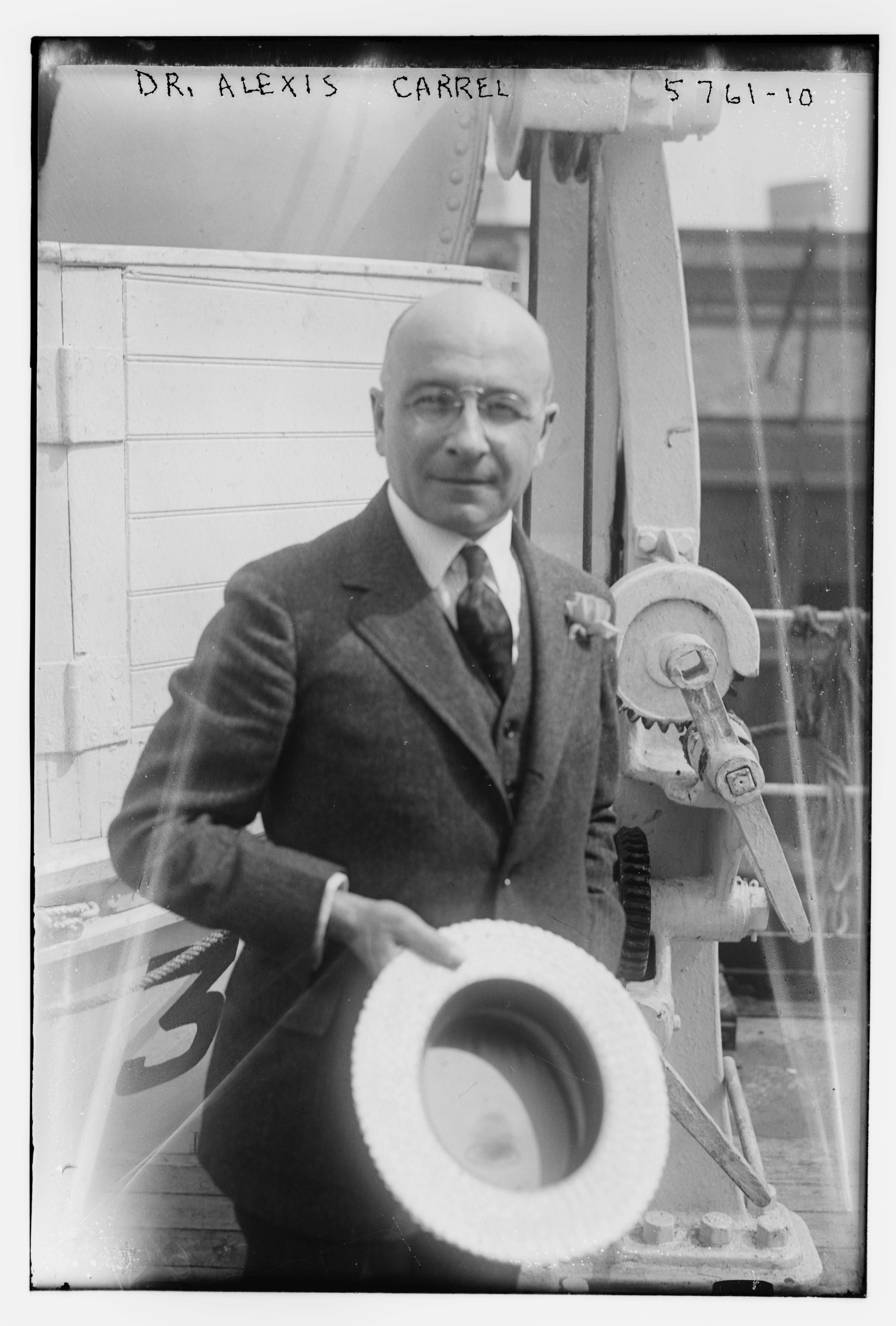
Alexis Carrel

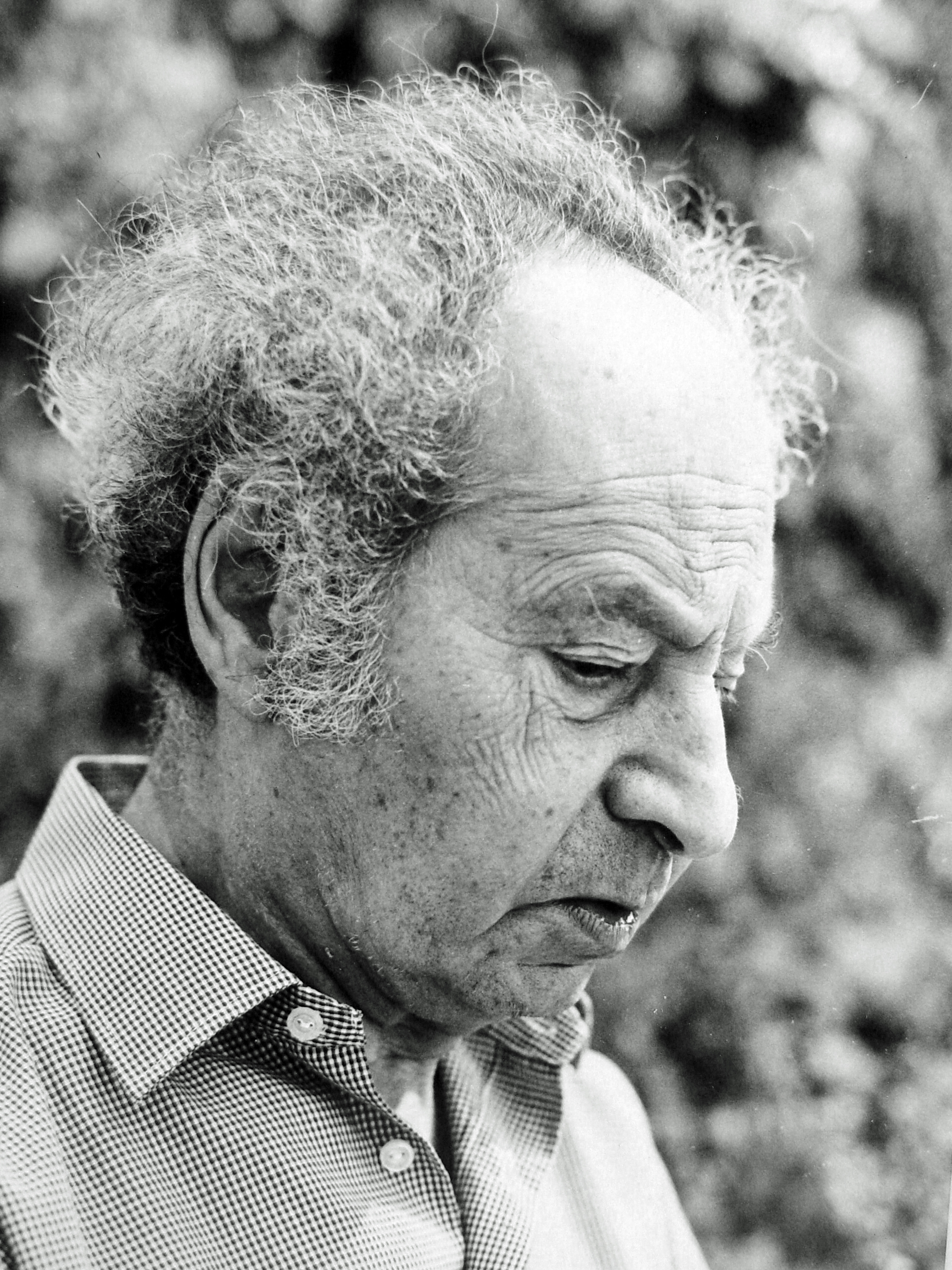
Henri Friedlaender

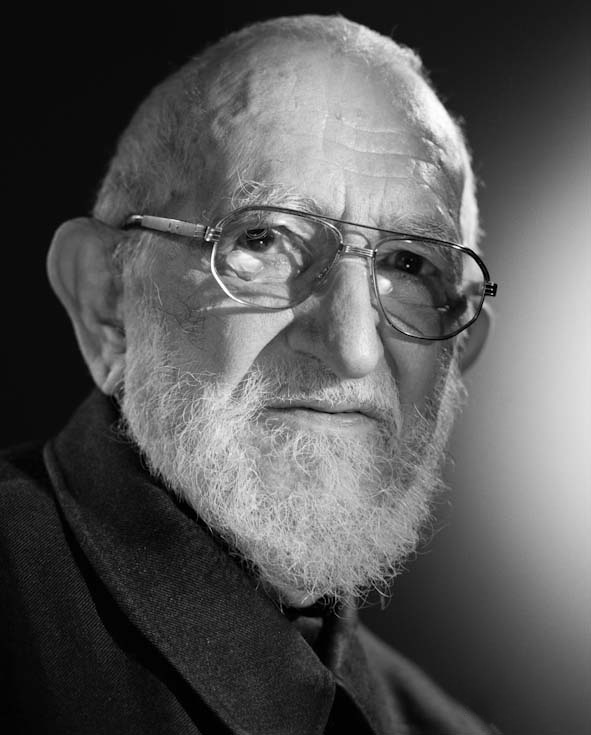
Abbé Pierre

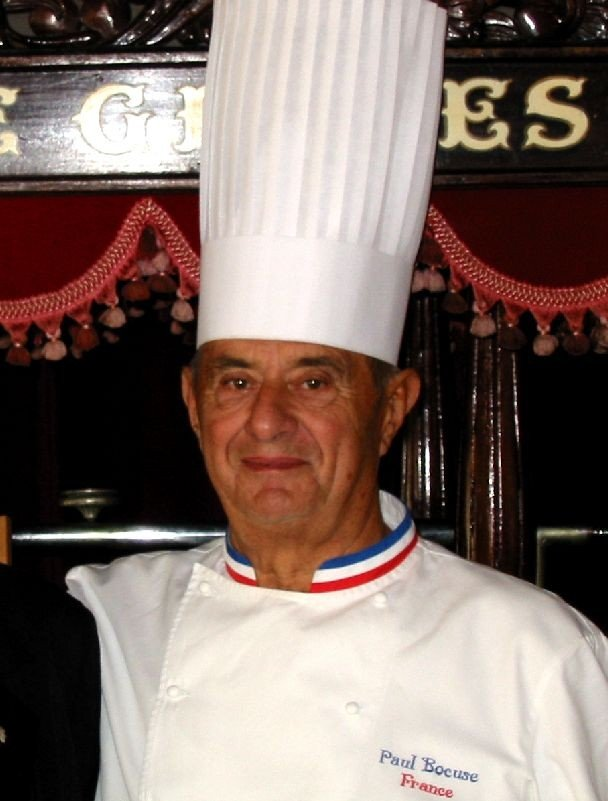
Paul Bocuse

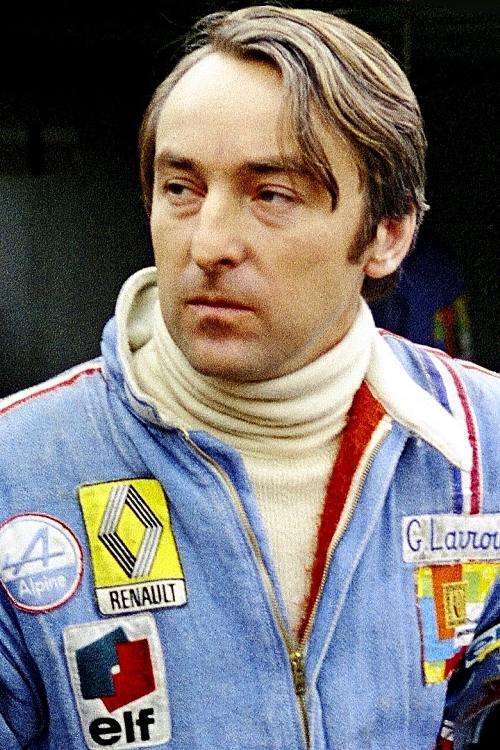
Gérard Larrousse

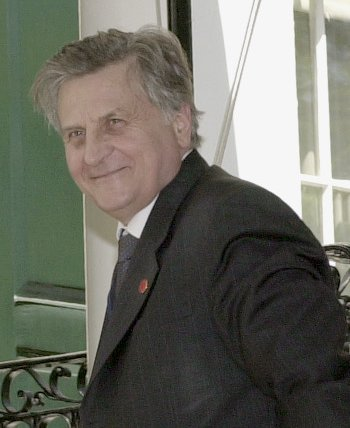
Jean-Claude Trichet

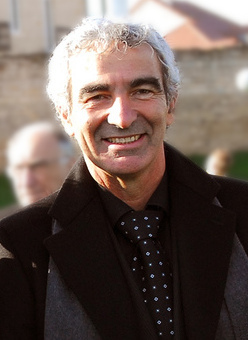
Raymond Domenech

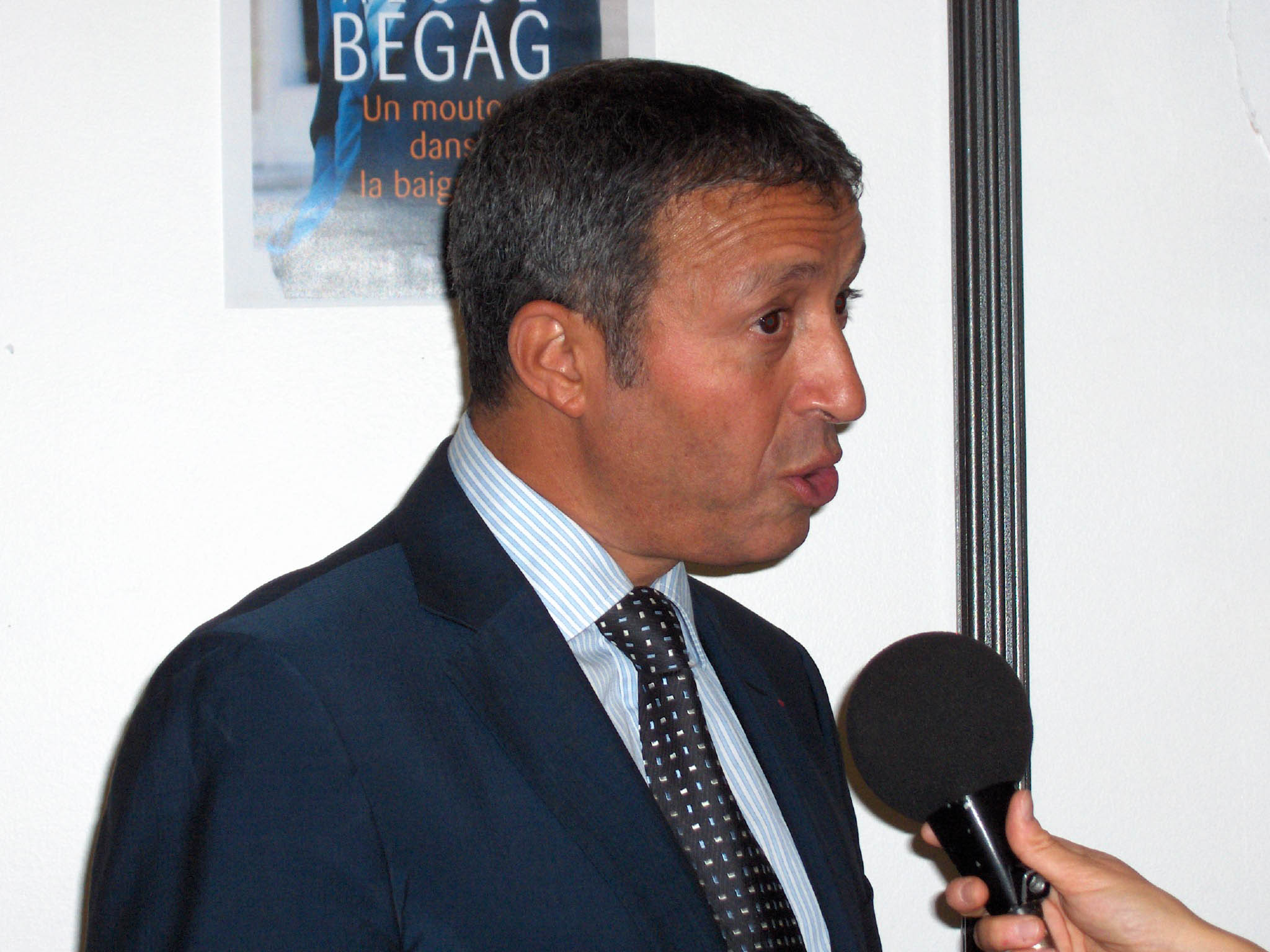
Azouz Begag

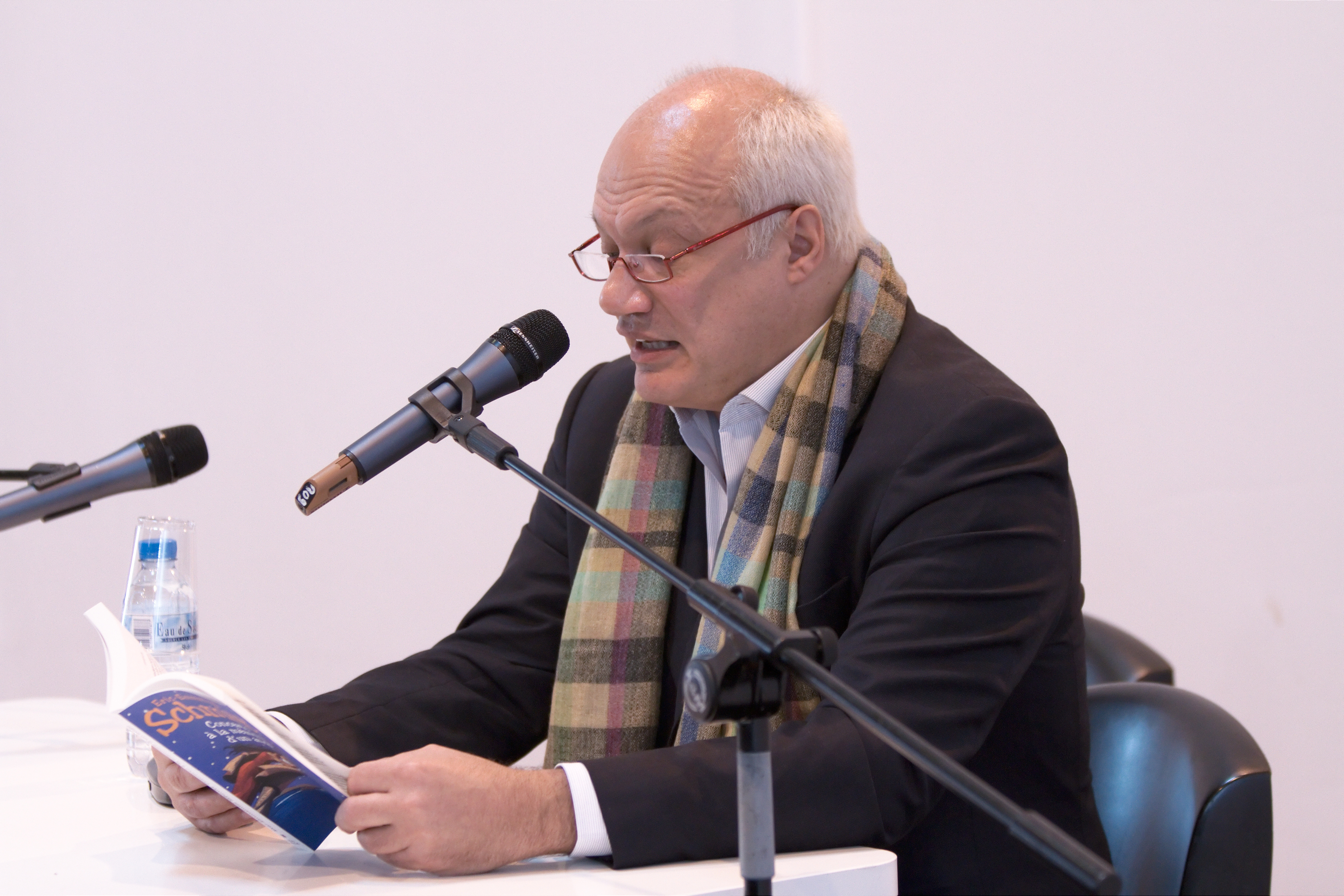
Eric-Emmanuel Schmitt

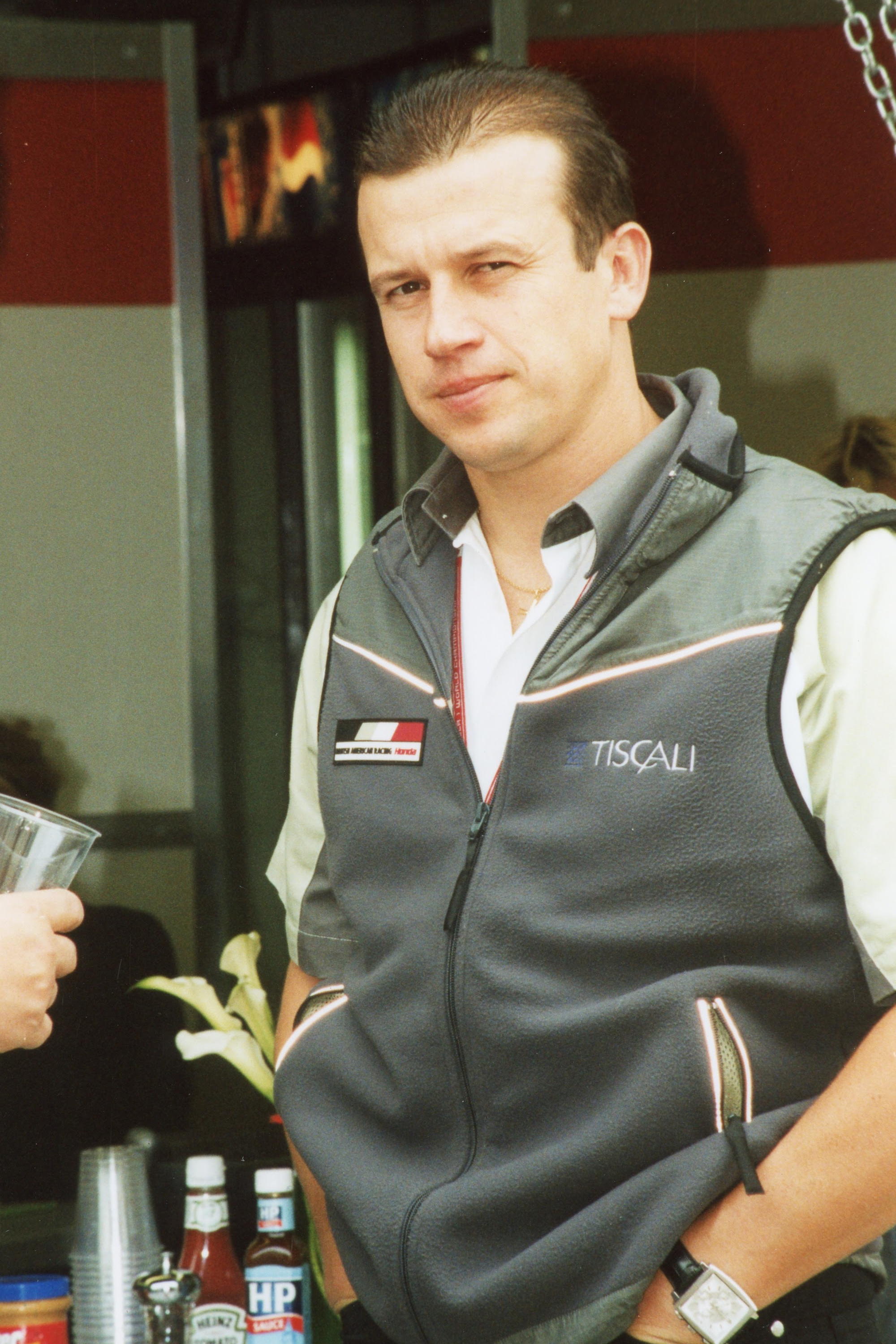
Olivier Panis

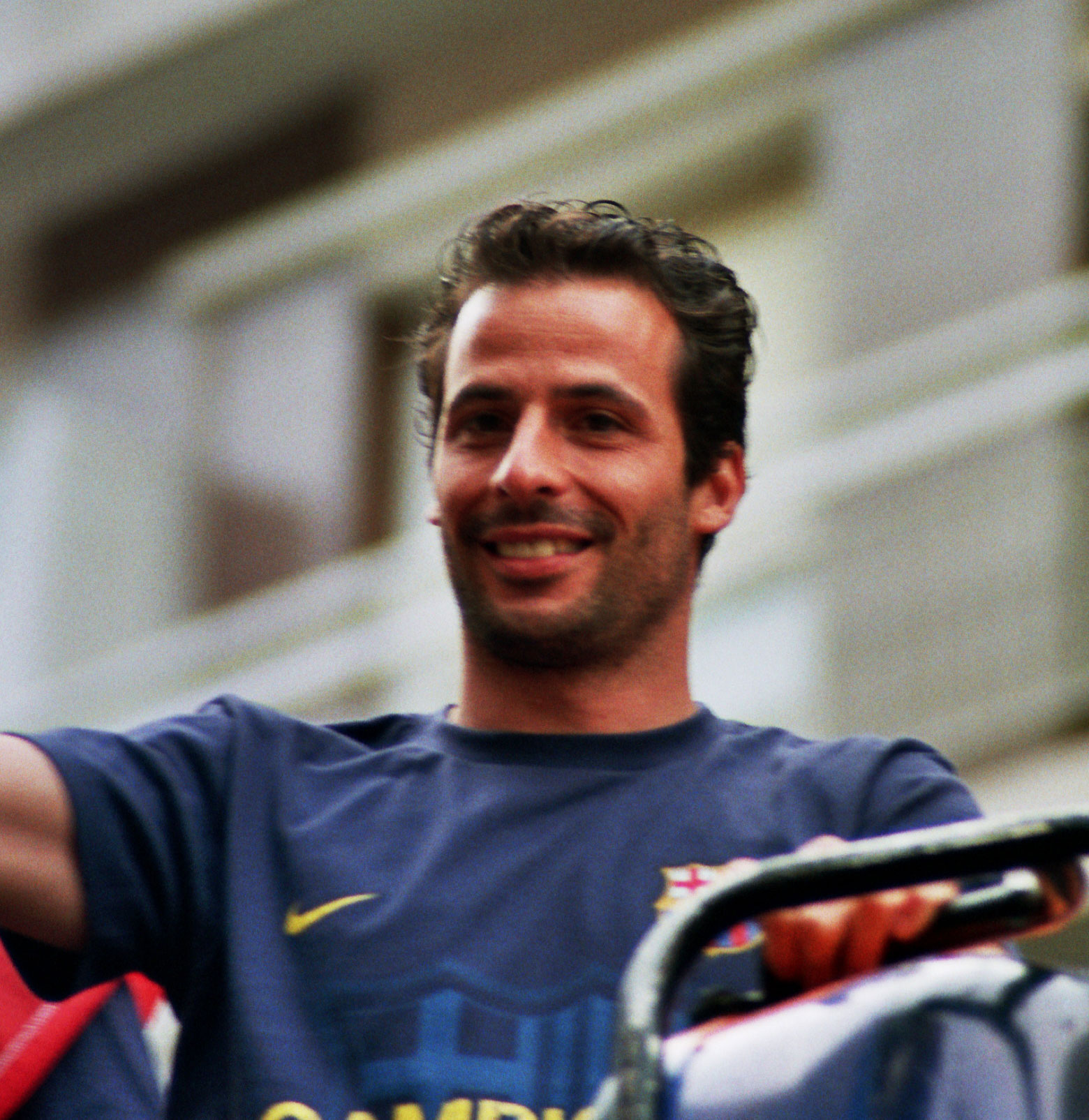
Ludovic Giuly

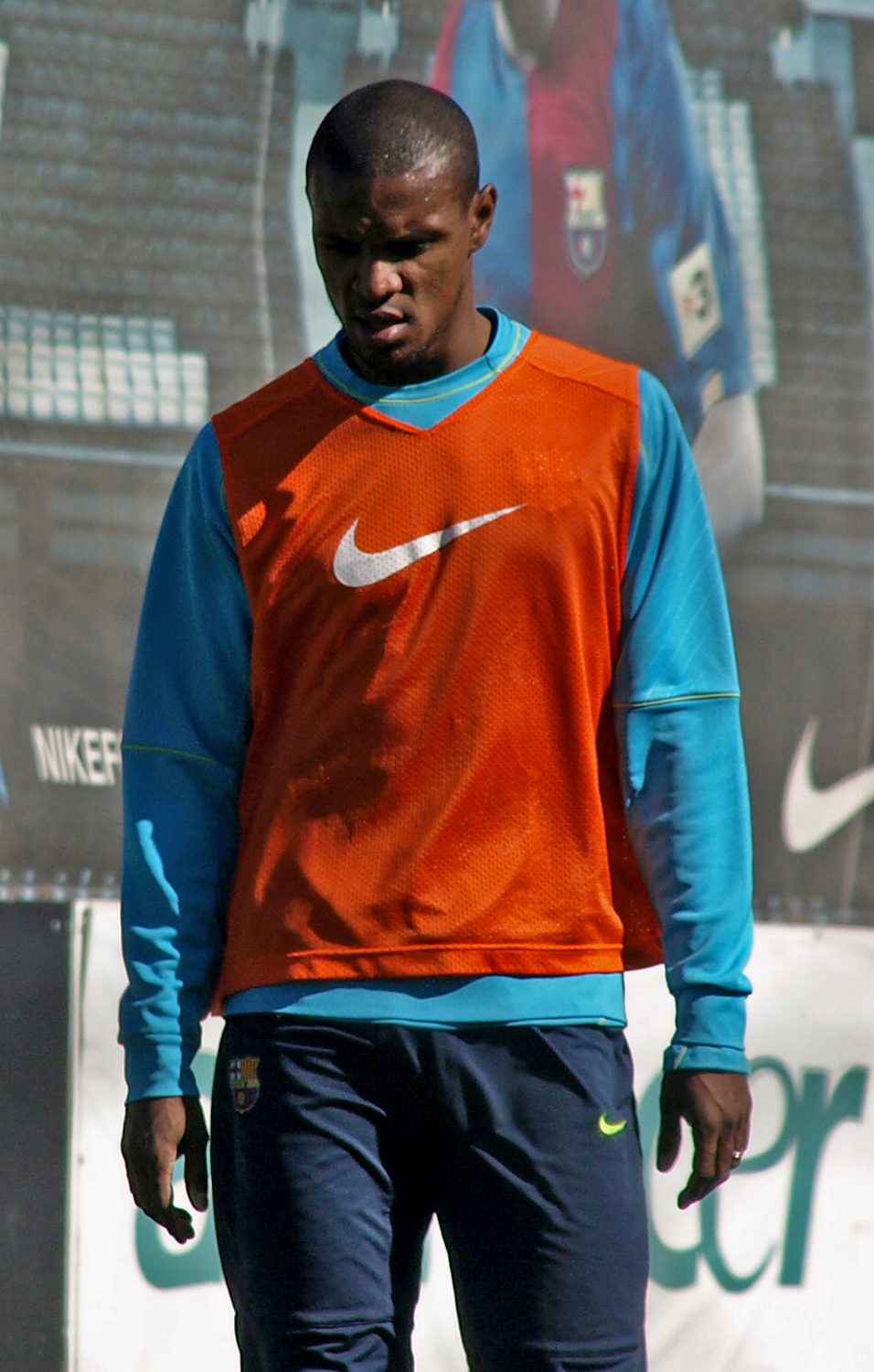
Éric Abidal

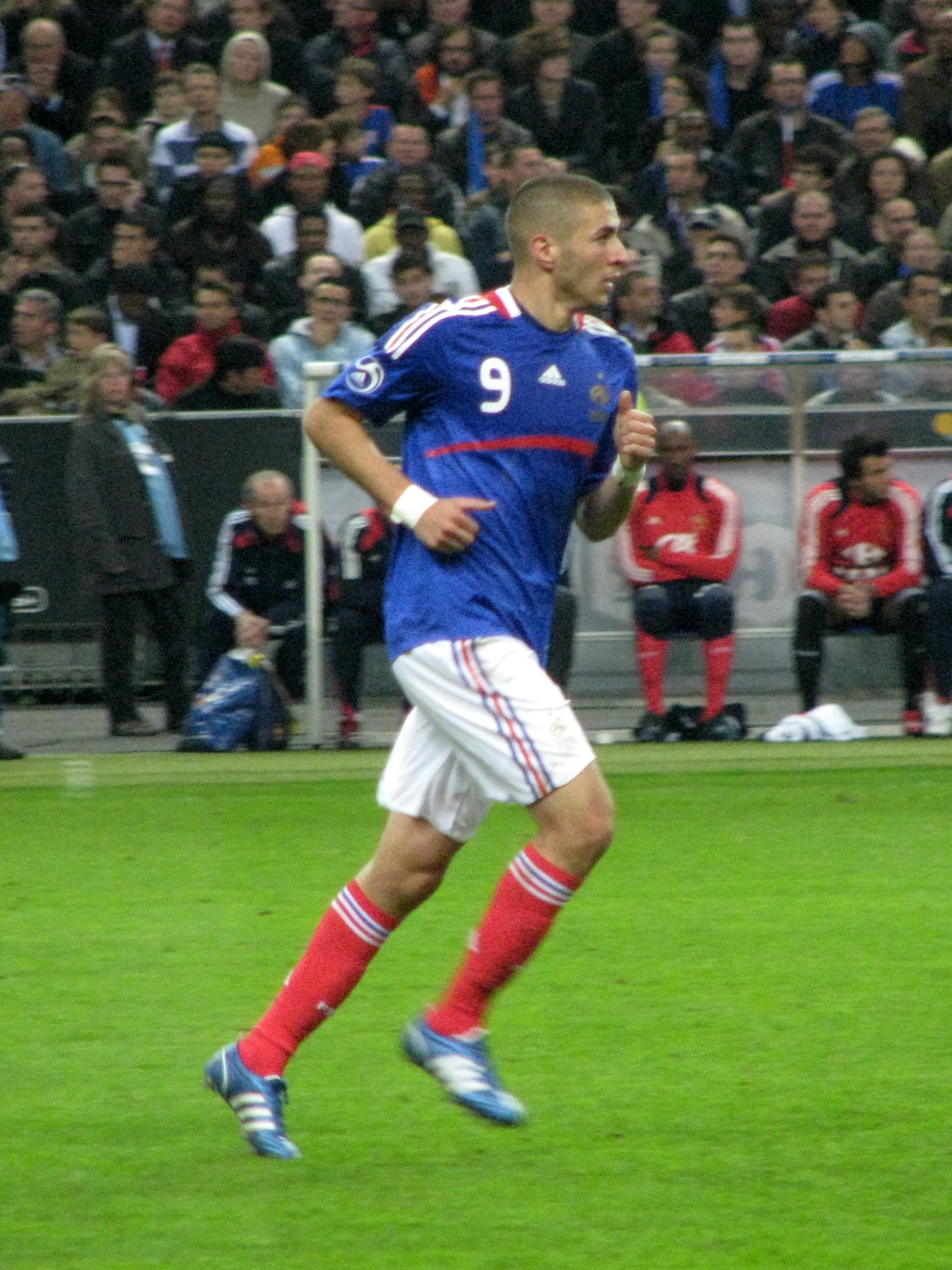
Karim Benzema

### Bis 1700
- Claudius (10 v. Chr.–54 n. Chr.), römischer Kaiser
- Irenäus von Lyon (um 135–202), Kirchenvater, war Bischof in Lugdunum in Gallien
- Caracalla (188–217), römischer Kaiser
- Clodius Albinus (um 148–197), römischer Gegenkaiser 195–197
- Constantius von Lyon (um 420–um 494), Redner, Dichter und Priester
- Sidonius Apollinaris (um 430–nach 479), Schriftsteller und Bischof von Clermont-Ferrand, Heiliger
- Chrodechild (um 474–544), Frau von König Chlodwig I.
- Petrus Valdes († vor 1218), Kaufmann, Wanderprediger und Begründer der Waldenser
- Bernhard Ayglerius (13. Jahrhundert–1282), Abt und Schriftsteller
- Pierre Sala (1457–1529), Schriftsteller
- Jean Perréal (um 1460–1530), Renaissance-Künstler, Maler und Architekt
- Jean Grolier (1479–1565), Adliger und Kunst- und Bücherliebhaber
- Antoine Marcourt (um 1490–1561), Theologe und Reformator der Romanischen Schweiz
- Jean de Vauzelles (1495–1563), Humanist und Dichter
- Pierre de Vingle (1495–1536 oder wenig später), Buchdrucker in Lyon, Genf und Neuenburg
- Maurice Scève (um 1500–um 1560), Dichter und Schriftsteller
- Philibert Delorme (um 1510–1570), Architekt der Renaissance
- Pernette du Guillet (um 1520–1545), Dichterin
- Louise Labé (1524–1566), Dichterin
- Pomponne de Bellièvre (1529–1607), Staatsmann des 16. Jahrhunderts
- Pierre de Gondi (1533–1616), Bischof und Kardinal italienischer Abstammung
- Séraphin Olivier-Razali (1538–1609), Kardinal
- Gérard Desargues (1591–1661), Mathematiker
- Marcantonio Franciotti (1592–1666), Bischof und Kardinal
- Jacques Stella (1596–1657), französisch-flämischer Maler, Graveur und Holzschnitzer
- Giambattista Spada (1597–1675), Kardinal
- Michel de Pure (1620–1680), Schriftsteller
- Claude-François Ménestrier (1631–1705), Jesuit, Theologe, Philosoph und Heraldiker
- Gérard Audran (1640–1703), Kupferstecher
- Antoine Coysevox (1640–1720), Bildhauer
- Anna Maria Braun (1642–1713), deutsche Malerin, Medailleurin und Wachsbossiererin
- Jacob Spon (1647–1685), Arzt und Archäologe
- Jean-Claude Tourton (1655–1724), französisch-schweizerischer Bankier
- Sébastien Truchet  (1657–1729), französischer Priester, Mathematiker, Physiker und Typograph
- Joseph Vivien (1657–1734), Portraitist
- Nicolas Andry de Boisregard (1658–1742), Arzt und Literat
- Nicolas Coustou (1658–1733), Bildhauer, Bruder von Guillaume Coustou
- Benoît Audran der Ältere (1661–1721), Kupferstecher
- François Gacon (1667–1725), Schriftsteller
- Jean Henri Huguetan Graf von Gyldensteen (1667–1749), Bankier
- Louis Marchand (1669–1732), Organist und Cembalist
- François Gayot de Pitaval (1673–1743), Jurist und Autor
- Louis Guiguer (1675 1747), französisch-schweizerischer Bankier
- Guillaume Coustou d. Ä. (1677–1746), Maler und Bildhauer
- Claude Gros de Boze (1680–1753), Altertumsforscher, Sekretär der Académie des Inscriptions et Belles Lettres
- Antoine de Jussieu (1686–1758), Physiker und Botaniker
- Adrien Manglard (1695–1760), Maler, Zeichner und Stecher
- Jean-Marie Leclair (1697–1764), Komponist und Geiger des Barock
- Bernard de Jussieu (1699–1777), Botaniker
- Joseph Giry de Saint-Cyr (1699–1761), Mitglied der Académie française

### 18. Jahrhundert

#### 1701 bis 1750
- Joseph de Jussieu (1704–1779), Arzt und Botaniker
- Claude Bourgelat (1712–1779), Autor
- Jacques Mathon de La Cour (1712–1777), Mathematiker und Mechaniker
- Pierre Poivre (1719–1786), Gartenbaufachmann
- Jakob Zellweger-Wetter (1723–1808), Schweizer Kaufmann, Textilunternehmer, Ratsherr, Regierungsmitglied, Landammann und Tagsatzungsgesandter
- Jean-Étienne Montucla (1725–1799), Mathematiker
- André Morellet (1727–1819), Ökonom und Schriftsteller
- Ennemond Alexandre Petitot (1727–1801), Architekt des Klassizismus im Herzogtum Parma
- Jean-Baptiste Pillement (1728–1808), Maler und Graphiker
- Julie de Lespinasse (1732–1776), Salonnière der Aufklärung
- Abbé François Rozier (1734–1793), Botaniker und Agrarwissenschaftler
- Ursula Wolf-Zellweger (1735–1820), Stifterin der Gemälde in der reformierten Kirche von Trogen
- Louis Charrier de La Roche (1738–1827), Bischof
- Charles-Joseph Mathon de La Cour (1738–1793), Ökonom, Autor und Philanthrop
- Jean-Baptiste-Claude Delisle de Sales (1741–1816), Schriftsteller und Philosoph
- Jean-Baptiste Rondelet (1743–1829), Architekt und Architekturtheoretiker
- Antoine-Laurent de Jussieu (1748–1836), Botaniker

#### 1751 bis 1800
- Joseph-Marie Jacquard (1752–1834), Erfinder, entwickelte den Webstuhl entscheidend weiter
- Louis-Marie Prudhomme (1752–1830), Revolutionär, Schriftsteller und Journalist
- Rétaux de Villette (1754–1797), Abenteurer und Betrüger
- Jean François Cornu de Lapoype (1758–1851), General
- Marie-Gabrielle Capet (1761–1818), Malerin des Klassizismus
- Pierre-Édouard Lémontey (1762–1826), Gelehrter, Schriftsteller, Librettist und Historiker
- Philippe Augustin Hennequin (1762–1833), Maler
- Sophie Devienne (1763–1841), Schauspielerin
- Pierre Margaron (1765–1824), General der Kavallerie
- Jean-Baptiste Say (1767–1832), Ökonom und Geschäftsmann
- Jean-Baptiste Franceschi-Delonne (1767–1810), General der Kavallerie
- Léonard Duphot (1769–1797), General
- Louis Gabriel Suchet (1770–1826), Marschall, Herzog von Albufera
- Joseph Marie Degérando (1772–1842), Verwaltungsbeamter und philosophischer Schriftsteller
- Ferdinand von Geramb (1772–1848), österreichischer Militär
- François-Frédéric Lemot (1772–1827), Bildhauer
- Jules Paul Benjamin Delessert (1773–1847), Bankier, Fabrikant und Naturwissenschaftler
- Maria vom heiligen Ignatius (1774–1837), Ordensgründerin und Heilige der Römisch-Katholischen Kirche
- André-Marie Ampère (1775–1836), Mathematiker und Physiker
- Jean-Gabriel Eynard (1775–1863), Schweizer Bankier, Philhellene und Fotograf
- Pierre-Simon Ballanche (1776–1847), Buchdrucker, Philosoph und Schriftsteller
- Julie Récamier (1777–1849), Salondame
- Antoine Périer (1784–1863), Schauspieler
- Laurent Clerc (1785–1869), historische Figur in der Geschichte des Taubseinswesens der USA
- André Coindre (1787–1826), römisch-katholischer Priester
- Boniface de Castellane (1788–1862), General und Marschall von Frankreich
- Louis Querbes (1793–1859), Gründer der Viatoristen
- Anne Bignan (1795–1861), Schriftsteller und Übersetzer
- Françoise Perroton (1796–1873), Missionarin in Ozeanien
- Sylvius Dapples (1798–1870), Schweizer Politiker
- François-Auguste Biard (1799–1882), Maler
- Pauline Marie Jaricot (1799–1862), Gründerin des Werkes der Glaubensverbreitung
- Jean-Jacques Ampère (1800–1864), Historiker, Philologe und Schriftsteller

### 19. Jahrhundert

#### 1801 bis 1850
- Pierre-François Lacenaire (1803–1836), Dichter, Verbrecher und Mörder
- Claude Jacquand (1803–1878), Maler
- Georges Chalandon (1804–1873), römisch-katholischer Geistlicher und Erzbischof
- Sébastien-Melchior Cornu (1804–1870), Maler
- Allan Kardec (1804–1869), Pseudonym des Begründers des Spiritismus, Hippolyte Léon Denizard Rivail
- Jean Reynaud (1806–1863), Philosoph
- Paul Chenavard (1807–1895), Maler
- Claude Paris (1808–1866), Komponist
- Jules Favre (1809–1880), Politiker
- Hippolyte Flandrin (1809–1864), Maler
- Francisque Michel (1809–1887), Historiker, Romanist und Bibliophiler
- Jules Perrot (1810–1892), Tänzer und Ballettchoreograf
- Louis François Clairville (1811–1879), Bühnenautor und Librettist
- Claude-Marie Ferrier (1811–1889), Fotograf
- Paul Jean Flandrin (1811–1902), Maler
- Jeanne Garnier (1811–1853), römisch-katholische Wohltäterin
- André Borel d’Hauterive (1812–1896), Schriftsteller und Bibliothekar
- Francisque Bouillier (1813–1899), Philosoph
- Pierre Antoine Favre (1813–1880), Chemiker
- Pierre Bossan (1814–1888), Architekt
- François Coignet (1814–1888), Bautechniker
- Louis Janmot (1814–1892), Maler und Dichter
- Claude Thomas Alexis Jordan (1814–1897), Botaniker
- Ernest Meissonier (1815–1891), Maler
- Joséphin Soulary (1815–1891), Dichter
- Adolphe Appian (1819–1898), Landschaftsmaler und Radierer
- Joannis Ferrouillat (1820–1903), französischer Politiker
- Louis-Hilaire Carrand (1821–1899), Maler
- Jean Chacornac (1823–1873), Astronom
- Pierre Puvis de Chavannes (1824–1898), Maler
- Jean-Baptiste Arban (1825–1889), Komponist und Kornettist
- Antoine Chevrier (1826–1879), seliggesprochener Gründer des Prado-Instituts
- Pierre Denis (1828–1907), Kommunarde
- Adolphe Perraud (1828–1906), Geistlicher, Bischof von Autun, Kardinal und Mitglied der Académie Française
- Thérèse-Dominique Farré (1830–1894), Gründerin der Dominikanerinnen vom Unbefleckten Herzen Mariens
- Léontine Jarre (1830–1892), Karmelitin, Ordensgründerin und Klostergründerin
- Anna Houry (1831–1906), französische Feministin und Fourieristin
- Antoine Vollon (1833–1900), Maler
- Ernst Friedrich Dürre (1834–1905), deutscher Hüttenkundler und Rektor der RWTH Aachen
- Louis Mouillard (1834–1897), Ingenieur
- Louis Antoine Ranvier (1835–1922), Anatom
- Sarah Monod (1836–1912), protestantische Feministin
- Émile Guimet (1836–1918), Industrieller und Forschungsreisender
- Ferdinand Monoyer (1836–1912), Augenarzt
- Jules Forni (1838–1901), Politiker und Lyriker
- Marie Ennemond Camille Jordan (1838–1922), Mathematiker
- Marie Bouttier (1839–1921), Künstlerin der Art brut
- Désiré André (1840–1917), Mathematiker
- Gaspard André (1840–1896), Architekt
- Edmond Audran (1840–1901), Organist
- Raphaël Lépine (1840–1919), Mediziner, Internist, Physiologe, Forscher in Deutschland und Chefarzt in Lyon, 1877 Gründer der Zeitschrift Revue mensuelle de Médecine et de Chirurgie
- Adolph Passavant (1841–1926), Industrieller (Begründer der Passavant-Werke)
- Henri Duchêne (1841–1902), Gartendesigner
- Francis Dubreuil (1842–1916), Rosenzüchter
- Nina de Callias (1843–1884), Salonière und Schriftstellerin
- Charles-Marie Widor (1844–1937), Organist, Komponist und Lehrer
- Louisa Siefert (1845–1877), Lyrikerin
- Louis Lépine (1846–1933), Polizist und Politiker
- Alexandre Luigini (1850–1906), Komponist

#### 1851 bis 1900
- Frank Lambert (1851–1937), französisch-US-amerikanischer Erfinder
- Edmondo Mayor des Planches (1851–1920), Diplomat und Politiker
- Louis Béroud (1852–1930), Maler
- Claudius Blanc (1854–1900), Komponist
- Victor Augagneur (1855–1931), Politiker
- Jean-Joseph Carriès (1855–1894), Bildhauer und Keramiker
- Jean Depassio (1855–1925), Sportschütze
- Pierre Guillot (1855–1918), Rosenzüchter
- Edouard Montet (1856–1934), evangelischer Geistlicher und Hochschullehrer an der Universität Genf
- Tony Tollet (1857–1953), Maler
- Jean-Marie Simon (1858–1932), Apostolischer Vikar von Orange River
- Joseph Pernet-Ducher (1859–1928), Rosenzüchter
- Marc Armand Ruffer (1859–1917), englischer Bakteriologe
- Pierre-Marie Termier (1859–1930), Geologe
- Eugène de Faye (1860–1929), evangelisch-reformierter Kirchenhistoriker
- Paul Villard (1860–1934), Physiker und Chemiker
- Paul Mariéton (1862–1911), Schriftsteller und Okzitanist
- Lucien Rérolle (1863–1912), Karambolageweltmeister, Rechtsanwalt und Autor
- Stéphane Javelle (1864–1917), Astronom
- Édouard Chavannes (1865–1918), Sinologe
- Jérôme Doucet (1865–1957), Schriftsteller, Journalist, Bibliophiler und Verleger
- Victor Goybet (1865–1947), General im Ersten Weltkrieg
- Hector Guimard (1867–1942), Architekt
- Blanche Peyron (1867–1933), Offizierin der Heilsarmee
- Émile Baumann (1868–1941), Schriftsteller
- André Regaud (1868–1945), Sportschütze
- Tony Garnier (1869–1948), Architekt
- Pierre-Felix Masseau (1869–1937), Bildhauer und Maler
- Adolphe Messimy (1869–1935), Politiker
- Henri Rinck (1870–1952), Schachkomponist und Endspieltheoretiker
- Justin Godart (1871–1956), Politiker
- Charles Popineau (1871–1948), Fotograf
- Alexis Carrel (1873–1944), Chirurg und Nobelpreisträger
- Ferdinand Chalandon (1875–1921), Schriftsteller, Historiker und Byzantinist
- Louis-Bénédict Gallavardin (1875–1957), Kardiologe
- Charles Perrin (1875–1954), Ruderer
- Valentine de Saint-Point (1875–1953), Dichterin und Futuristin
- Émile Wegelin (1875–1962), Ruderer, Silbermedaillengewinner bei Olympia und Künstler
- Marie Monod (1876–1966), Historikerin und Feministin
- Hyacinthe Louis Rabino di Borgomale (1877–1950), Historiker, Numismatiker und Iranist
- Louis Fleury (1878–1926), Flötist und Musikpublizist
- Régis Gignoux (1878–1931), Journalist und Schriftsteller
- Roger Basset (1881–1918), Rugbyspieler und Leichtathlet
- Paul Couturier (1881–1953), Priester, Ökumeniker
- Édouard Commette (1883–1967), französischer Organist und Komponist
- Georges Valiron (1884–1955), Mathematiker
- Marc Bloch (1886–1944), Historiker
- Alfred Elmiger (1886–1958), Politiker
- Paul Eyssavel (1886–1957), Dichter
- André Theuriet (1887–1965), Schwimmer und Rugbyspieler
- Émile Lacharnay (1888–1962), Autorennfahrer
- Julien Pouchois (1888–1955), Bahnradsportler
- Clotilde Brière-Misme (1889–1970), Bibliothekarin, Kunstkritikerin und Kunsthistorikerin
- Louis Rougier (1889–1982), Philosoph
- Jewgeni Eduardowitsch Gropius (1890–1939), sowjetischer Luftfahrtingenieur
- Henri Bard (1892–1951), Fußballspieler und Architekt
- Adrien Rougier (1892–1984), Organist, Komponist und Lehrer
- Gabriel Chevallier (1895–1969), Journalist und Literat
- Walter Gieseking (1895–1956), deutscher Pianist und Komponist
- Théodore Ribail (1895–1942), Autorennfahrer
- Marguerite Friedlaender (1896–1985), deutsch-englische Keramikerin und Porzellangestalterin
- Raymonde Linossier (1897–1930), Schriftstellerin und Orientalistin
- Pierre de Massot (1900–1969), Schriftsteller des Dadaismus und Surrealismus
- René Pellos (1900–1998), Comiczeichner
- Antoine de Saint-Exupéry (1900–1944), Dichter und Flugzeugpilot

### 20. Jahrhundert

#### 1901 bis 1925
- César Geoffray (1901–1972), Chorleiter
- Albert Thévenon (1901–1959), Wasserballspieler
- Marie de la Trinité (1903–1980), Dominikanerin und Mystikerin
- Henri Friedlaender (1904–1996), Buchgestalter und Typograf
- Charles Mercier (1904–1978), katholischer Priester und Orientalist
- Louis Néel (1904–2000), Physiker
- Louis Page (1905–1990), Kameramann
- Savitri Devi (1905–1982), eigentl. Maximiani Portas, Philosophin und neonazistische Schriftstellerin
- Henri Frenay (1905–1988), Politiker und Mitglied der Résistance
- Raoul de Warren (1905–1992), Jurist, Schriftsteller, Historiker und Genealoge
- Louis Pradel (1906–1976), Bürgermeister der Stadt Lyon
- Pierre Bertaux (1907–1986), Germanist
- Eugène Chaboud (1907–1983), Formel-1- und Sportwagenrennfahrer
- Jacqueline Delubac (1907–1997), Schauspielerin und Kunstsammlerin
- Edouard Tenet (1907–1978), Profiboxer
- Nellie H. Friedrichs, geb. Bruell (1908–1994), Pädagogin
- Paul Nogier (1908–1996), Arzt
- Louis Terrenoire (1908–1992), Journalist und Politiker
- René Leynaud (1910–1944), Journalist und Dichter
- Jean Martinon (1910–1976), Dirigent, Komponist und Violinist
- Auguste Veuillet (1910–1980), Autorennfahrer und Unternehmer
- Pierre Grivet (1911–1992), Physiker
- Henri Antoine Grouès, genannt Abbé Pierre (1912–2007), Priester und Gründer der Emmaus-Gemeinde
- Francis Meilland (1912–1958), Rosenzüchter und Mitglied der berühmten Rosendynastie Meilland
- Robert Schollemann (1912–2008), Autorennfahrer
- Marc Barbezat (1913–1999), Verleger, Publizist und Apotheker
- Raymond Aubrac (1914–2012), Bauingenieur und führendes Mitglied der Résistance
- Marc Gignoux (1914–1991), Autorennfahrer
- Henri Bonnard (1915–2004), Linguist und Romanist
- Simone Berteaut (1916–1975), Autorin
- Paul-Pierre-Yves Dalmais (1917–1994), römisch-katholischer Ordensgeistlicher und Erzbischof von N’Djaména
- Joseph Reveyron (1917–2005), Organist und Komponist
- Hubert Rostaing (1918–1990), Klarinettist und Altsaxophonist
- Maurice Delorme (1919–2012), Weihbischof
- Maurice Herzog (1919–2012), Bergsteiger und Politiker
- Émile Poulat (1920–2014), Historiker und Soziologe
- Henri Roques (1920–2014), Agronom und Negationist
- Robert Bouharde (1922–2001), Autorennfahrer
- Louis Eyraud (1922–1993), Politiker
- Josiane Serre (1922–2004), Chemikerin
- Robert Giscard (1923–1993), Arzt und einer der ersten sieben Brüder der Communauté de Taizé
- Marc Riboud (1923–2016), Fotograf
- André Falcon (1924–2009), Schauspieler
- Georges Géret (1924–1996), Schauspieler
- Maurice Jarre (1924–2009), Komponist
- Michèle Angirany (1925–2021), Skilangläuferin
- Jean Guiart (1925–2019), Ethnologe und Ozeanist
- Albert Jacquard (1925–2013), Populationsgenetiker, Gesellschaftsphilosoph
- Max Pécas (1925–2003), Theater- und Filmregisseur sowie Drehbuchautor und Filmproduzent
- Pierre Monichon (1925–2006), Musikwissenschaftler und -pädagoge, Erfinder des Harmonéon

#### 1926 bis 1940
- Paul Bocuse (1926–2018), 3-Sterne-Koch
- René Durand (1927–2013), Theaterleiter und Schauspieler
- Paul-Armand Gette (1927–2024), Künstler
- Henri Joly (1927–1988), Philosophiehistoriker
- Paul Reynard (1927–2005), US-amerikanischer Maler
- Robert Rocca (* 1927), französischer Karikaturist und Bildhauer
- René Bonnière (* 1928), französisch-kanadischer Regisseur
- Jacques Deray (1929–2003), Regisseur
- Christian Marin (1929–2012), Schauspieler und Musiker
- Pierre Mazeaud (* 1929), Jurist, Politiker und Alpinist
- Henri Teissier (1929–2020), römisch-katholischer Erzbischof von Algier
- Jean Forestier (* 1930), Radrennfahrer
- Gabriel Piroird (1932–2019), Geistlicher und römisch-katholischer Bischof von Constantine in Algerien
- Roger Balian (* 1933), theoretischer Physiker
- Maurice Jacob (1933–2007), theoretischer Physiker
- Jacques Martin (1933–2007), Schauspieler und Fernsehmoderator
- Jacques Maurice Faivre (1934–2010), römisch-katholischer Bischof von Le Mans
- Anne Sylvestre (1934–2020), Liedermacherin
- Marc Jeannerod (1935–2011), Neurologe und Neurophysiologe
- Bernard Pivot (1935–2024), Journalist, Autor und Moderator
- Rachel Yakar (1936–2023), Opernsängerin und Gesangspädagogin
- Daniel Dargent (1937–2005), Gynäkologe
- Michèle Girardon (1938–1975), Schauspielerin
- Marie Ennemond Camille Jordan (1838–1922), Mathematiker
- Marc Hemmeler (1938–1999), Jazzmusiker
- Clarisse Nicoïdski (1938–1996), Schriftstellerin
- Michel Colombier (1939–2004), Filmkomponist
- Françoise Saudan (* 1939), Schweizer Politikerin
- Gérard Larrousse (* 1940), ehemaliger Sportwagen- und Formel-1-Rennfahrer und -Teamchef

#### 1941 bis 1950
- Michel Che (1941–2019), Chemiker
- Catherine Ribeiro (1941–2024), Chanson- und Folkrock-Sängerin
- Claude Royet-Journoud (* 1941), Dichter
- Catherine Tasca (* 1941), Politikerin
- Bertrand Tavernier (1941–2021), Filmemacher
- Marie Chaix (* 1942), Schriftstellerin
- Paul Gutty (1942–2006), Radrennfahrer
- Stefan Meller (1942–2008), Außenminister Polens
- Jean-Claude Trichet (* 1942), Finanzexperte und Präsident der Europäischen Zentralbank
- Pierre Charial (* 1943), Drehorgelspieler
- Fleury Di Nallo (* 1943), Fußballspieler
- Hugues Dufourt (* 1943), Komponist
- Pierre Goldmann (1944–1979), Schriftsteller
- Bernard Accoyer (* 1945), Politiker
- Bruno Cotte (* 1945), Jurist
- Dominique Perben (* 1945), Politiker
- Michel Pignard (* 1945), Autorennfahrer
- Chantal Thomas (* 1945), Schriftstellerin und Historikerin
- Jean Bellissard (* 1946), theoretischer und mathematischer Physiker
- Françoise Grossetête (* 1946), Politikerin
- Bruno Grua (* 1946), römisch-katholischer Bischof von Saint-Flour
- Marie de Hennezel (* 1946), Psychologin, Psychotherapeutin und Sachbuchautorin
- Jean-Pierre Bourguignon (* 1947), Mathematiker
- Patrick Guinand (* 1947), Schauspiel- und Opernregisseur
- Georges Goven (* 1948), Tennisspieler
- Jean Michel Jarre (* 1948), Vertreter der Elektronischen Musik
- Martine Roure (* 1948), Lehrerin und Politikerin
- Chantal Pelletier (* 1949), Schauspielerin und Schriftstellerin
- Patrick Péra (* 1949), Eiskunstläufer
- Florence Steurer (* 1949), Skirennläuferin
- Patrick Vollat (* 1949), Mathematiker und Jazzpianist

#### 1951 bis 1960
- Thibault Damour (* 1951), theoretischer Physiker
- Christian Drevet (* 1951), Architekt
- Bruno Marie Duffé (* 1951), römisch-katholischer Geistlicher
- Raymond Domenech (* 1952), Fußballspieler und Trainer der französischen Nationalmannschaft
- Bernard Lacombe (1952–2025), Fußballspieler
- Gérard Laumon (* 1952), Mathematiker
- Gérard Colinelli (1953–2010), Radrennfahrer
- Christine Pascal (1953–1996), Schauspielerin und Regisseurin
- Louis Sclavis (* 1953), Klarinettist, Saxophonist, Komponist und Bandleader
- Jean-François Chevrier (* 1954), Kunsthistoriker, Kunstkritiker und Ausstellungsmacher
- Rebecca Pauly (* 1954), Schauspielerin
- Sylvie Banuls (* 1955), Dokumentarfilmerin
- Dominique Blanc (* 1956), Schauspielerin
- Pierre-Laurent Aimard (* 1957), Pianist
- Azouz Begag (* 1957), Schriftsteller, Soziologe und Politiker
- Yves Chaland (1957–1990), Zeichner und Comicbuchautor
- Hubert Gardas (* 1957), Fechter
- André Manoukian (* 1957), Jazzpianist, Komponist, Arrangeur und Produzent
- Philippe Marsset (* 1957), römisch-katholischer Geistlicher, Weihbischof in Paris
- Mimie Mathy (* 1957), Komikerin und Schauspielerin
- Véronique Trillet-Lenoir (1957–2023), Politikerin
- Michel Bouvard (* 1958), Organist
- Gilles Moretton (* 1958), Tennisspieler
- Thierry Noir (* 1958), Maler
- Gilles Schnepp (* 1958), Manager
- Franck Dépine (* 1959), Bahnradsportler
- Sylvie Lacroix (* 1959), Komponistin, Flötistin und Musikpädagogin
- Roger Muraro (* 1959), Pianist
- Thierry Brac de la Perrière (* 1959), Weihbischof
- Dominique di Piazza (* 1959), Jazzbassist
- Michel Dantin (* 1960), Politiker
- Alim Ben Mabrouk (* 1960), algerischer Fußballspieler
- Pascal Fabre (* 1960), Autorennfahrer
- Éric-Emmanuel Schmitt (* 1960), Schriftsteller

#### 1961 bis 1970
- Lucile Hadzihalilovic (* 1961), Regisseurin
- Jean-Yves Thibaudet (* 1961), Pianist
- Franck Verzy (1961–2025), Hochspringer
- Charlotte Kady (* 1962), Schauspielerin
- Éric Laboureix (* 1962), Freestyle-Skier
- Pierre Quinon (1962–2011), Stabhochspringer
- Jean-Paul Vesco (* 1962), Erzbischof von Algier, Kardinal
- Nora Berra (* 1963), Politikerin
- François-Noël Buffet (* 1963), Politiker
- Christian Plaziat (* 1963), Leichtathlet
- Jean-Paul Civeyrac (* 1964), Filmregisseur
- Érik Maris (* 1964), Bankier und Autorennfahrer
- Corinne Vigreux (* 1964), Managerin
- Natalie Dessay (* 1965), Opernsängerin
- Édouard Ferrand (1965–2018), Politiker (FN)
- Nasser Martin-Gousset (* 1965), Tänzer und Choreograph
- Laurence Côte (* 1966), Schauspielerin
- Jean-François Debat (* 1966), Politiker
- Jean-Luc Guionnet (* 1966), Jazzmusiker
- Laurent Munier (* 1966), Handballspieler und -manager
- Olivier Panis (* 1966), Formel-1-Rennfahrer
- Farid Benstiti (* 1967), Fußballspieler
- Hacine Cherifi (* 1967), Profiboxer
- Fabrice Luang-Vija (* 1967), Animator
- Clovis Cornillac (* 1968), Schauspieler
- Youri Djorkaeff (* 1968), Fußballspieler
- Éric Guirado (* 1968), Regisseur und Drehbuchautor
- Étienne de Crécy (* 1969), House-DJ
- Alain Damasio (* 1969), Science-Fiction- und Fantasy-Autor
- Jason Kouchak (* 1969), Komponist, Pianist
- Philippe Michel (* 1969), Mathematiker und Hochschullehrer
- Nathalie Nieson (* 1969), Politikerin
- Alexandre Castro (* 1970), Fußballschiedsrichter
- Ohad Talmor (* 1970), Jazzmusiker

#### 1971 bis 1980
- Franck Avitabile (* 1971), Jazzmusiker
- Sabri Lamouchi (* 1971), Fußballspieler
- Bruno N’Gotty (* 1971), Fußballspieler
- Sylvie Testud (* 1971), Schauspielerin
- David Charvet (* 1972), Schauspieler, Sänger und Model
- Fabrice Lhenry (* 1972), Eishockeytorhüter
- Irénée Peyrot (* 1972), Organist
- Sandrine Testud (* 1972), Tennisspielerin
- Isabelle Le Nouvel (* 1973), Schriftstellerin, Dramaturgin und Schauspielerin
- Didier André (* 1974), Autorennfahrer
- Séverine Chavrier (* 1974), Musikerin, Schauspielerin und Regisseurin
- Raphaël Jacquelin (* 1974), Profigolfer
- Frédérique Bangué (* 1976), Sprinterin
- Cédric Bardon (* 1976), Fußballspieler
- Chloé Cruchaudet (* 1976), Comiczeichnerin, Drehbuchautorin und Koloristin
- Ludovic Giuly (* 1976), Fußballspieler
- Semir Zuzo (* 1976), französisch-bosnischer Handballspieler und -trainer
- Nicolas Dessum (* 1977), Skispringer
- Laurent Courtois (* 1978), Fußballspieler und Fußballtrainer
- Louisy Joseph (* 1978), Popsängerin
- Éric Abidal (* 1979), Fußballspieler
- Jérémie Bréchet (* 1979), Fußballspieler
- Sylvain Calzati (* 1979), Radrennfahrer
- Cyril Chapuis (* 1979), Fußballspieler
- Salim Kechiouche (* 1979), Schauspieler
- Ludovic Assemoassa (* 1980), togoischer Fußballspieler
- Hubert Dupont (* 1980), Radrennfahrer
- Mariette Navarro (* 1980), Schriftstellerin

#### 1981 bis 1990
- Bryan Bergougnoux (* 1983), Fußballspieler
- Romain Compingt (* 1984), Szenarist
- Yacine Hima (* 1984), französisch-algerischer Fußballspieler
- Mickaël Poté (* 1984), beninisch-französischer Fußballspieler
- Chouchane Siranossian (* 1984), französisch-schweizerische Geigerin
- Élodie Vignon (* 1984), Pianistin
- Alexandre Bouillot (* 1985), Skirennläufer
- Guillaume Joli (* 1985), Handballspieler
- Carl Medjani (* 1985), französisch-algerischer Fußballspieler
- Amélie de Montchalin (* 1985), französische Staatssekretärin
- Newfel Ouatah (* 1985), französisch-algerischer Profiboxer
- Marie Dorin-Habert (* 1986), Biathletin
- Anissa Kate (* 1987), Pornodarstellerin
- Karim Benzema (* 1987), Fußballspieler
- Arnaud Bingo (* 1987), Handballspieler
- Garfield Darien (* 1987), Hürdenläufer
- Julien Faussurier (* 1987), Fußballspieler
- Romain Gasmi (* 1987), Fußballspieler
- Loïc Rémy (* 1987), Fußballspieler
- Rémy Riou (* 1987), Fußballspieler
- Alma (* 1988), Sängerin
- Nicolas-Marie Daru (* 1988), Leichtathlet
- Kévin Estre (* 1988), Autorennfahrer
- Yannick Bolasie (* 1989), Fußballspieler
- Mélissa Le Nevé (* 1989), Sportkletterin
- Anice Badri (* 1990), Fußballspieler
- Emmie Charayron (* 1990), Profi-Triathletin
- Elea Mariama Diarra (* 1990), Leichtathletin
- Cléa Gaultier (* 1990), Pornodarstellerin und Erotikmodel
- Estelle Perrossier (* 1990), Sprinterin
- Matthieu Rosset (* 1990), Wasserspringer

#### 1991 bis 2000
- Laurie Berthon (* 1991), Bahnradsportlerin
- Alexandre Lacazette (* 1991), Fußballspieler
- Virginie Protat (* 1991), Köchin
- Jennifer Galais (* 1992), Sprinterin
- Pauline Peyraud-Magnin (* 1992), Fußballspielerin
- Bouna Sarr (* 1992), Fußballspieler
- Nabil Fekir (* 1993), Fußballspieler
- Auriane Mallo-Breton (* 1993), Degenfechterin
- Laura Marino (* 1993), Wasserspringerin
- Nikola Portner (* 1993), Schweizer Handballspieler
- Zakariya Souleymane (* 1994), Fußballspieler
- Kurt Zouma (* 1994), Fußballspieler
- Farès Bahlouli (* 1995), Fußballspieler
- Clément Russo (* 1995), Radrennfahrer
- Manon Brunet (* 1996), Säbelfechterin
- Miguel Crespo (* 1996), portugiesisch-französischer Fußballspieler
- Romain Del Castillo (* 1996), französisch-spanischer Fußballspieler
- Anthoine Hubert (1996–2019), Automobilrennfahrer
- Victor Lafay (* 1996), Radrennfahrer
- Vanessa Marques (* 1996), portugiesische Fußballspielerin
- Gaëtan Perrin (* 1996), Fußballspieler
- Gédéon Kalulu (* 1997), kongolesisch-französischer Fußballspieler
- So La Lune (* 1997), Rapper und Sänger
- Houssem Aouar (* 1998), französisch-algerischer Fußballspieler
- Julie Piga (* 1998), italienische Fußballspielerin
- Malcolm Barcola (* 1999), togoisch-französischer Fußballtorhüter
- Selma Bacha (* 2000), Fußballspielerin
- Sofyan Chader (* 2000), französisch-algerischer Fußballspieler
- Pierre Kalulu (* 2000), Fußballspieler

### 21. Jahrhundert

#### Ab 2001
- Kyrian Jacquet (* 2001), Tennisspieler
- Mattéo Vercher (* 2001), Radrennfahrer
- Bradley Barcola (* 2002), französisch-togoischer Fußballspieler
- Thierno Barry (* 2002), französisch-guineischer Fußballspieler
- Yuliwes Bellache (* 2002), algerisch-französischer Fußballspieler
- Farès Chaïbi (* 2002), algerisch-französischer Fußballspieler
- Yanis Cimignani (* 2002), französisch-burkinischer Fußballspieler
- Étienne Youté Kinkoué (* 2002), französisch-kamerunischer Fußballspieler
- Castello Lukeba (* 2002), französisch-angolanischer Fußballspieler
- Kays Ruiz-Atil (* 2002), französisch-marokkanischer Fußballspieler
- Alban Elezi Cannaferina (* 2003), Skirennläufer
- Giovanni Mpetshi Perricard (* 2003), Tennisspieler
- Junior Mwanga (* 2003), französisch-kongolesischer Fußballspieler
- Cyrian Ravet (* 2003), Taekwondoin
- Amine Messoussa (* 2004), französisch-marokkanischer Fußballspieler
- Paul Seixas (* 2006), Radrennfahrer